# Emilio Maillé
Emilio Maillé (Ciutat de Mèxic, 9 de maig de 1963) és un director de cinema i de televisió mexicà. Establert des del 1980 a París, va estudiar literatura i cinematografia i després va fer d'ajudant a llargmetratges de televisió. El 1996 va elaborar el seu primer llargmetratge, el documental Los años Arruza, que va rebre el premi FIPA al Festival de Cinema de Biarritz. Després de realitzar diversos documentals sobre la tauromàquia, el 2005 va realitzar el seu primer llargmetratge de ficció Rosario Tijeras, rodada a Colòmbia i ambientada en el món dels sicaris que va rebre diversos premis i fou nominada al Goya a la millor pel·lícula estrangera de parla hispana. Després ha realitzat documentals i sèries de televisió. El 2018 va realitzar el documental Poetas del cielo, ambientat en el món de la pirotècnia.

## Filmografia
- Los años Arruza 1996
- Un Buñuel mexicano 1997
- Manolete 1997
- Curro Romero, La leyenda del tiempo 1998 (documental)
- El fenómeno, EL Juli 2000
- Un 8 de Julio en Sevilla 2002
- El viaje inmóvil 2002
- Rosario Tijeras 2005
- Un 8 juillet à Séville 2002
- Jorge Yazpik en la Casa Barragán 2008
- XY 2009 (sèrie de televisió/1a temporada)
- La leyenda del Mayal Ramirez 2010 (serie de animación)
- Un gallo de Chapopote 2010 (documental amb l'artista francès Pierre Soulages)
- XY 2010 (sèrie de televisió/2a temporada)
- Los Minondo 2010 (sèrie de televisió/3 últims capítols)
- Miradas Múltiples, la máquina loca 2012
- Juana Inés 2015 (sèrie de televisió)
- Poetas del cielo 2018
- Los pecados de Bárbara (sèrie de televisió)